# Claire Laroche
Claire Laroche est une actrice française.

## Filmographie

### Cinéma
- 1993 : Les gens normaux n'ont rien d'exceptionnel de Laurence Ferreira Barbosa : Anne
- 1995 : Les Apprentis de Pierre Salvadori : Agnès
- 1996 : For Ever Mozart de Jean-Luc Godard : l'amie du premier assistant
- 2001 : Mademoiselle de Philippe Lioret : la réceptionniste de l'hôtel Campanile
- 2002 : Comme un avion de Marie-France Pisier : Marie

### Télévision
- 1994 : US Go Home de Claire Denis
- 1998 : La Poursuite du vent de Nina Companeez : Marie-Rose